# Карагандинский завод металлоконструкций
Караганди́нский завод металлоконструкций (каз. Қарағанды металл конструкциялар зауыты, КЗМК) — советское и казахстанское предприятие, выпускающее строительные металлоконструкции промышленного и гражданского назначения. Расположено в Северной промзоне города Караганда, Октябрьский район, на окраине жилого массива Майкудук. Полное название во времена СССР — Карагандинский завод металлоконструкций имени 50-летия СССР. Входит в состав казахстанской компании «Имсталькон» Владимира Кананыхина.

## История
Карагандинский завод металлоконструкций треста «Казмонтажстройдеталь» Минмонтажспецстроя Казахской ССР был введён в эксплуатацию в 1963 году. В 1972 году предприятию было присвоено имя 50-летия СССР. При заводе были построены клуб, стадион, зона отдыха в Баянаульском районе Павлодарской области, пионерлагерь.
Основными потребителями продукции предприятия в советское время были обогатительные фабрики Карагандинского угольного бассейна, Павлодарский тракторный завод, коксохимическое производство. Металлоконструкции применялись при возведении зданий аэропорта «Центральный» и цирка в Караганде, телевизионной башни H-365 и Дворца имени В. И. Ленина в Алма-Ате, спортивных комплексов в Караганде и других городах Казахской ССР, подвесного моста через Иртыш в городе Семипалатинск.
В 1984 году на КЗМК была пущена линия по производству сварочных электродов диаметром 3 мм, а также новый технологический процесс по изготовлению сварных двутавровых балок. В 1978 и 1980-81 годах Карагандинский завод был награждён переходящим Красным Знаменем ЦК Компартии Казахстана, Совета Министров Казахской ССР, Казсовпрофа и ЦК ЛКСМ Казахстана, а в 1981 занесён в Золотую Книгу Почёта Казахской ССР.

## Деятельность
Завод производит строительные металлоконструкции различной конфигурации и назначения, нестандартное механическое оборудование, металлические конструкции для буровых установок БУ-2500, сварочные электроды и др. Мощности предприятия позволяют выпускать 30-35 тысяч тонн продукции в год. Продукция завода используется на строительстве объектов «Экспо-2017» в Астане. Объём производства продукции — 6 523,9 млн тенге.